# Derris cebuensis
Derris cebuensis är en ärtväxtart som beskrevs av Elmer Drew Merrill. Derris cebuensis ingår i släktet Derris och familjen ärtväxter. Inga underarter finns listade i Catalogue of Life.